# Wilhelm Beuermann

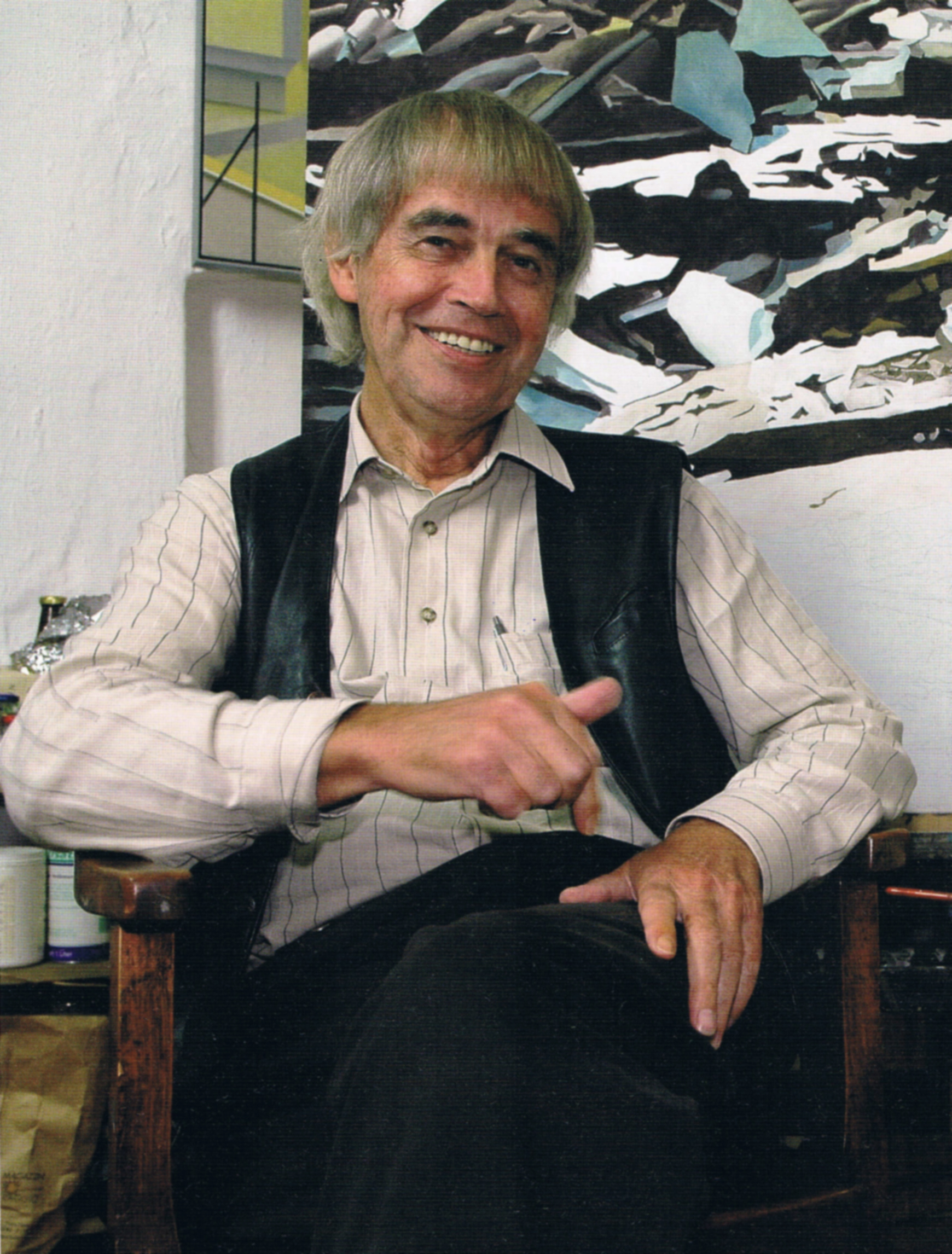
Wilhelm Beuermann in seinem Atelier in Hannover (2015)

Wilhelm Beuermann (* 21. März 1937 in Berlin; † 1. Oktober 2006 in Hannover) war ein deutscher Maler, Grafiker und Dichter. Er lebte und arbeitete in Hannover sowie zeitweise in Ligurien und auf Sardinien.

## Leben
Beuermann studierte Grafik an der Werkkunstschule Hannover, vertiefte seine Studien an der École des Beaux-Arts in Paris im Atelier J. Friedländer und an der Hochschule der Künste Berlin bei Bachmann und Gonda. Nach einem Stipendium des Institut Français im Jahr 1962 war er als freier Maler tätig. Wilhelm Beuermann war Mitglied im Deutschen Künstlerbund. Von der 17. Ausstellung in Hannover 1969 bis zur 38. Ausstellung in Berlin 1990 nahm er an sechs DKB-Jahresausstellungen teil.
Mit der Grafikerin und Zeichnerin Rosemarie Würth – sie heirateten im Jahr 1963 – lebte und arbeitete er ab 1971 in den folgenden Jahrzehnten immer wieder für mehrere Monate in seinen Ateliers, erst in Ligurien, später auf Sardinien – bis zum Jahr 2003.
Wilhelm Beuermann war Mitglied der hannoverschen Künstlergruppe PlasMa. Ausstellungen von 1980–1989 mit Max Sauk, Rosemarie Würth, János Nádasdy, Ulrike Enders.
Wilhelm Beuermann wurde mit seinem Werk in die „Künstlerdatenbank und Nachlassarchiv Niedersachsen“ aufgenommen.

## Werke

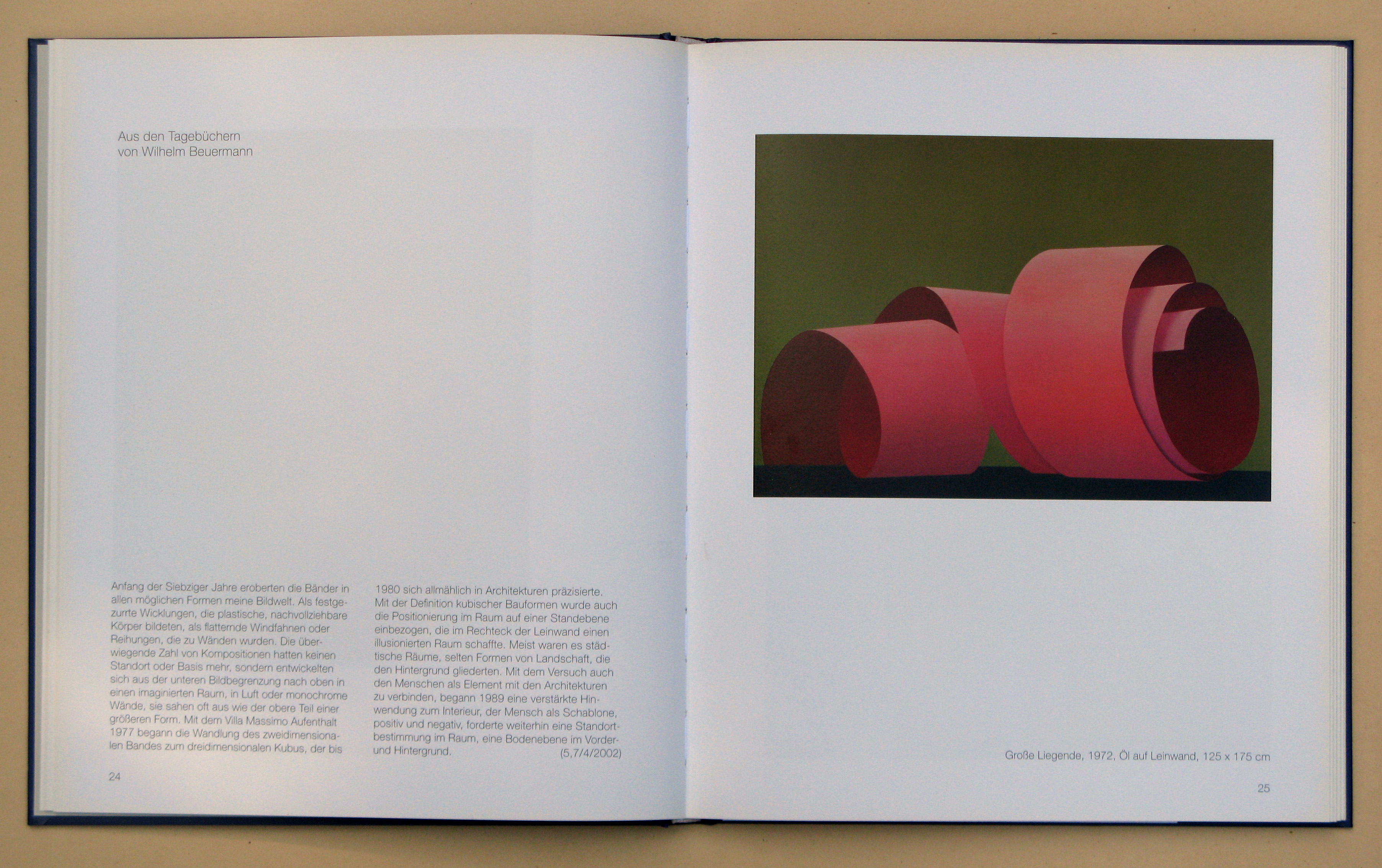
Eigene Tagebuchaufzeichnungen im Katalog von Wilhelm Beuermann, 2009

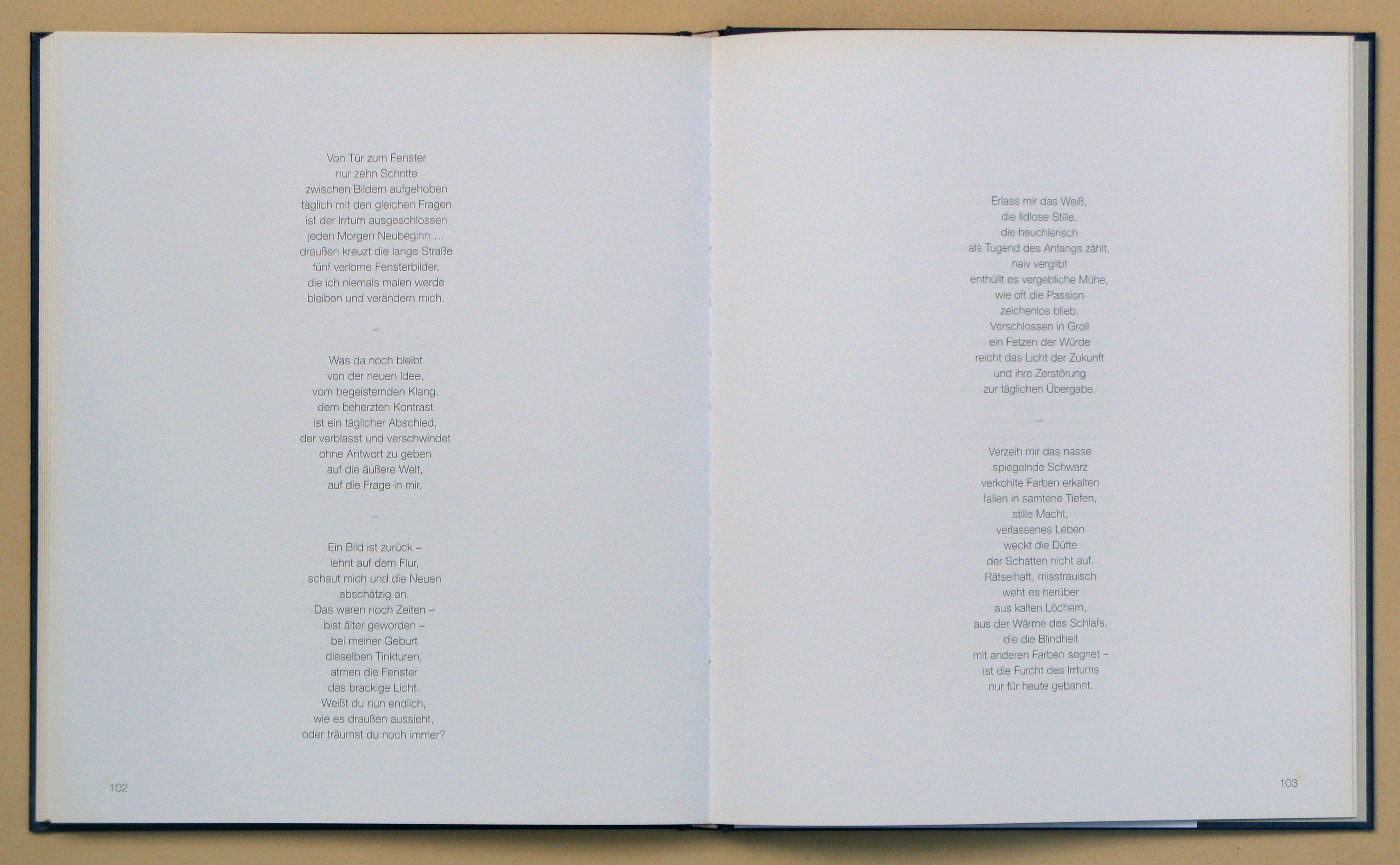
Eigene Gedichte im Katalog von Wilhelm Beuermann, 2009

### Malerei, Druckgrafik und Zeichnungen
Die Zeiten im mediterranen Umfeld wirkten sich wesentlich auf Stimmung und Inhalte der nun folgenden Bilder aus. Fasziniert hatten Wilhelm Beuermann immer wieder die menschenleeren Stadtlandschaften in der mittäglichen Sommerhitze, in der die lichtgleißenden Mauerflächen der Häuser von harten Schlagschatten gegliedert sind.
In seinem Werk lassen sich 5 Schaffensperioden erkennen. Bis Anfang der 1970er Jahre entstanden Gemälde mit rundlich organischen Gebilden. Die 70er Jahre waren geprägt von Bändermotiven.
Ende der 70er Jahre vermischten sich Bändermotive mit architektonischen Ansichten, um im Laufe der folgenden Jahre von ihnen abgelöst zu werden. Die 90er Jahre waren geprägt durch das Schiffsmotiv.
Zum Ende der 1990er Jahre entdeckte Wilhelm Beuermann für seine neuen Bildwelten Steinformationen und vollzog damit eine Hinwendung zur Formenwelt der Natur.
Lebten die früheren Bilder von Kontrasten intensiver Farben, herrschten in den späten Bildern grau-schwarz-beige Töne vor.
Dieses Prinzip steigerte sich – hin zu einem auf der Leinwand dargestellten individuellen Realismus und ebenso in seinen mit vielen Zeichnungen und Gouachen versehenen Tagebüchern – bis zur späteren Krankheit und Tod im Jahre 2006.
Den Ausgangspunkt meiner Bilder finde ich im Sichtbaren meines jeweiligen Wohnortes und Ateliers. Fotos und Skizzen vor Ort sind Dokumente vom Fundort, von Gegenständen, Konstellationen und Stimmungen, Plätze, Straßen, in Innenräumen und in jeder Form von Landschaft. Mit dem Beginn des Malprozesses im Farbentwurf auf Papier bis hin zum Leinwandbild wandelt sich das Sujet in mehr oder weniger nachvollziehbaren Schritten. Reduktion und Addition wechseln sich ab, stellen Formen und Farben mehr und mehr in den Kontext des Bildszenariums und wandeln sie zum Zeichen, das sich vom Vorbild und reinen Abbild entfernt. ... W. Beuermann 22.08.1999
In seinem ersten Studienjahr hatte Wilhelm Beuermann eine ca. 100 cm hohe Plastik aus Gips modelliert. Hier deutete sich bereits das malerische Spiel mit den Bändern an. Es war sein Wunsch, dass dieses dargestellte Motiv einmal sein Grab schmücken sollte. 2007 kopierte der Bildhauer Jürgen Friede diese Plastik in rotem Granit. Sie steht an dem Grab von Wilhelm Beuermann auf dem Stadtfriedhof Engesohde in Hannover.

### Kunst am Bau

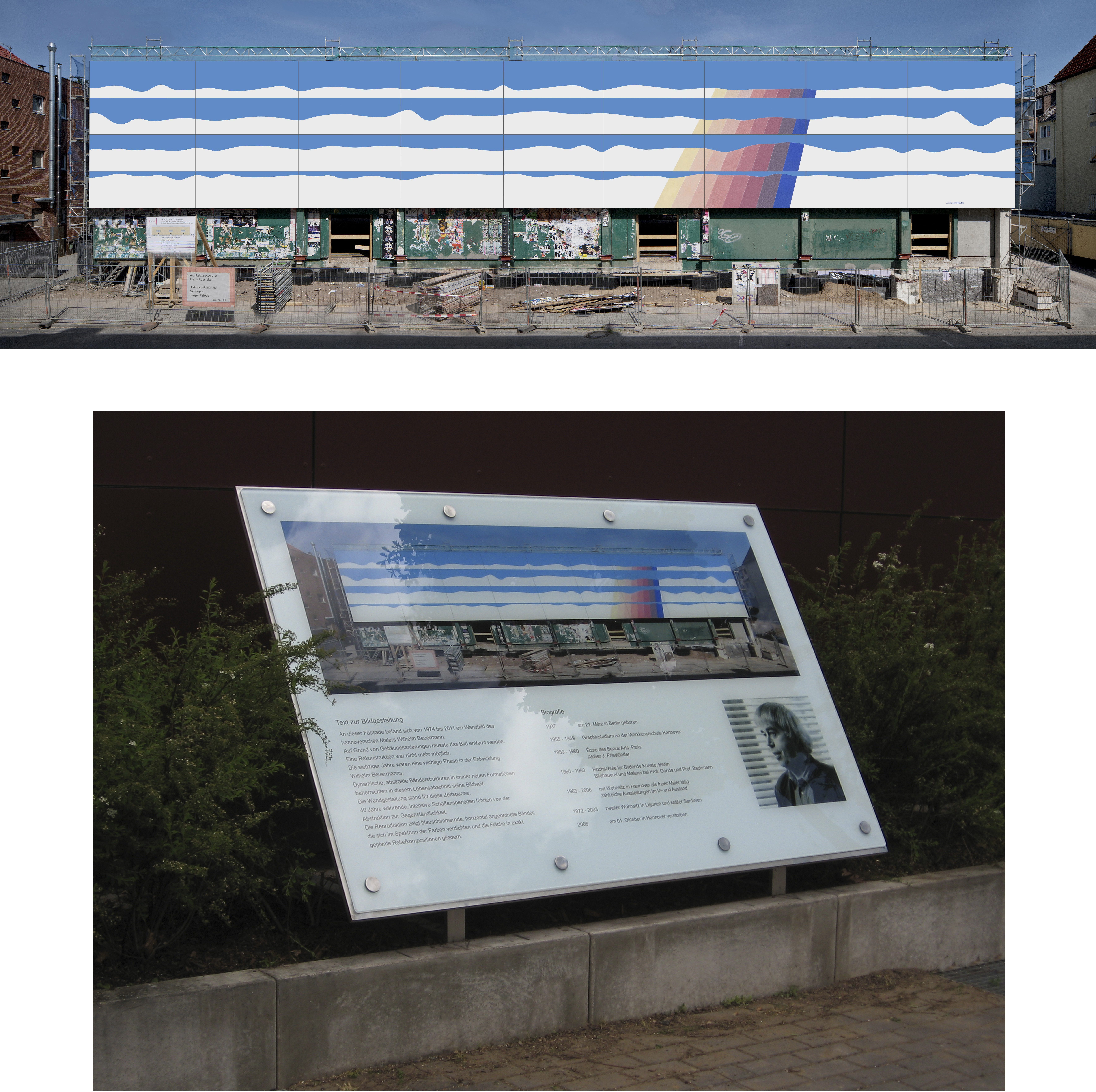
Digitale Restaurierung der Wandmalerei von 1974 und die Gedenktafel für Wilhelm Beuermann vor der Fassade in der Asternstraße, 2015

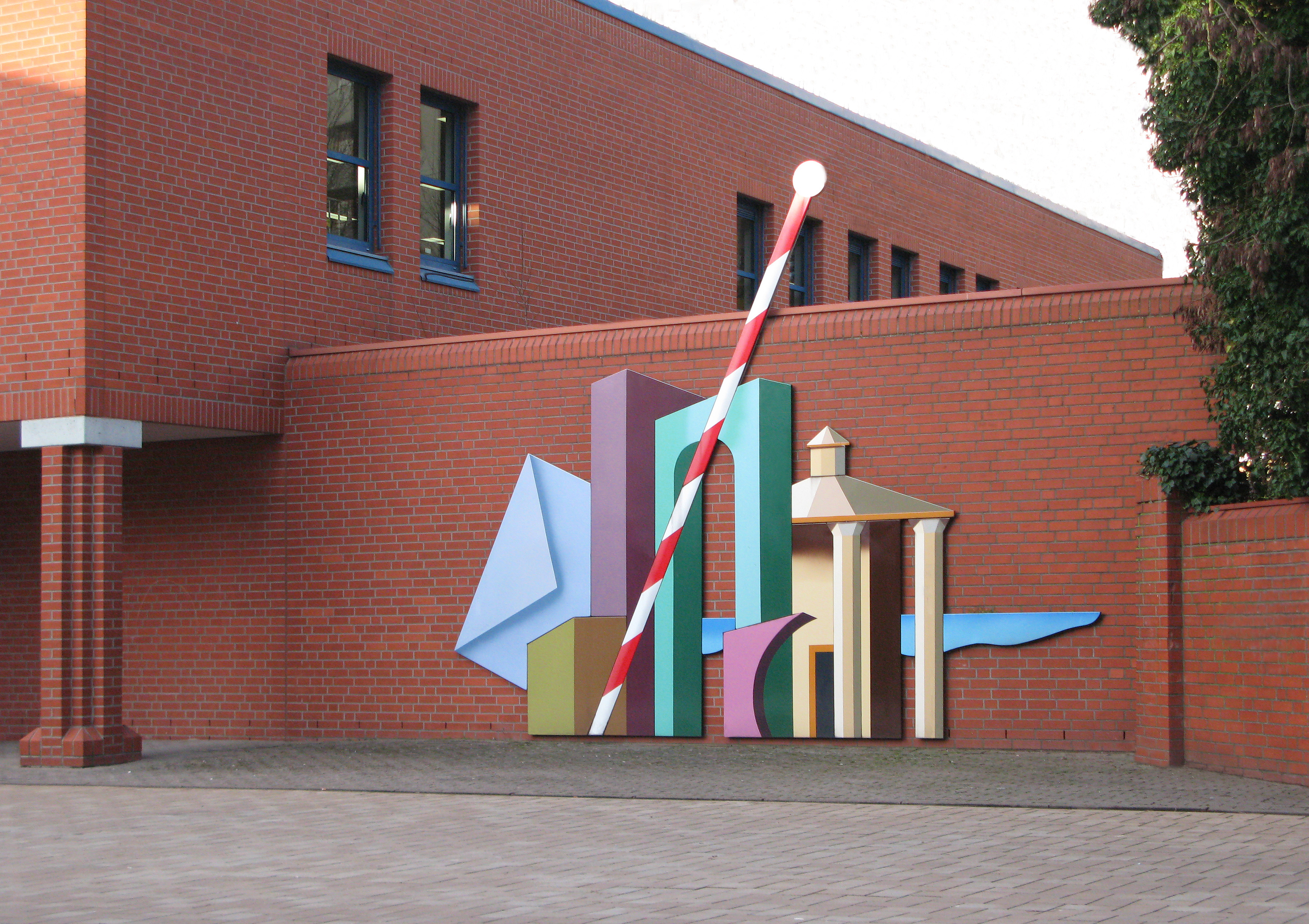
Wandbild aus emaillierten Kassetten an der Außenwand der Post in Hannover-Laatzen, 1988

Beuermann gewann mehrere Wettbewerbe für Kunst am Bau im öffentlichen Bereich, so 1974 die Wandgestaltung für die Fassade der Sporthalle der Lutherschule in Hannover – Nordstadt.
Eine Malerei aus blauschimmernden, vertikal angeordneten Bändern, die mehr als 50 m Länge einnahm, breitete sich für den Betrachter auf der Seite der Asternstraße aus. Im Jahr 2015 musste die Fassade umgebaut und renoviert werden. Eine Gedenktafel mit einer restaurierten Architekturfotografie zeigt und erläutert den ursprünglichen Zustand der Wandmalerei.
1988 wurde das aus emaillierten Kassetten hergestellte Wandbild des Postbaus in Hannover-Laatzen vollendet und 1990 das Wandbild „Der runde Tisch“ im Casino der Heinrich-der-Löwe-Kaserne in Braunschweig. Es folgten Wandgestaltungen für eine U-Bahn-Station in Köln sowie für einen Lichtschacht des Treppenhauses im Kunstverein Hannover.

### Poesie
Seit Anfang der 1980er Jahre gewann die dichterischen Ausdrucksform zunehmende Bedeutung in Tagebuch und Lyrik.

## Einzelausstellungen (Auswahl)
- 1968 Galerie UBU, Karlsruhe, Galerie Defet, Nürnberg, Galerie Lüpke, Frankfurt
- 1970 Drian Galleries, London, Landesmuseum Oldenburg, Galerie Villinger, Würzburg, Galerie Kühl, Hannover
- 1973 Galerie Wendtorf – Swetec, Düsseldorf, Galerie Stein, Köln, Galerie Steintor Verlag, Burgdorf / Hannover
- 1975   Galerie Ostentor, Dortmund, Galerie Villingen, Würzburg
- 1976 Galerie CIAK, Rom, Italien, Galerie Meiborssen, Steintorverlag, Rudolf Jüdes
- 1977 Galerie Alphonse Chave, Vence/Nizza / Frankreich
- 1979   Staatstheater Darmstadt, Großes Haus, Galerie Battifoglio, Imperia / Italien
- 1981 Galerie Herzog, Ladenburg / Mannheim, Galerie Happy Joss, Hamburg
- 1982   Altstadt Galerie, Bonn, Galerie Artforum, Hannover
- 1985   Galerie Villinger, Würzburg
- 1986 Galerie Herzog, Ladenburg / Mannheim, Galerie Artforum, Hannover, Galerie Toni Brechbühl, Grenchen / Schweiz
- 1987   Retrospektive, Galerie Artforum, Hannover, Retrospektive, Kunstverein Kreis Gütersloh
- 1988   Galerie im Tintenviertel, Darmstadt
- 1990   Galerie Artforum, Hannover, Galerie Toni Brechbühl, Grenchen / Schweiz
- 1991   Kabinett am Goetheplatz, Weimar, Globus-Galerie, Leipzig
- 1993 bis 1995 Wanderausstellung „Tage-Bilderbücher 90-92“ in Leipzig, Berlin, Grenchen / Schweiz, Hannover
- 1995   Torhaus Galerie, Braunschweig
- 1998   Galerie im Pallas Verlag, Velver / Dinker
- 1999   Retrospektive, Wandlung des Sichtbaren, Städtische Galerie Kubus, Hannover
- 2000 Bilder aus drei Jahrzehnten, Neues Kreishaus Hannover, Bilder aus den Achtziger Jahren, Kunstverein Imago, Wedemark / Hannover
- 2004   Atelier Olbricht, Garbsen / Hannover, Galerie BerGer, Delmenhorst
- 2006   Galerie Artforum, Hannover
- 2009 Städtische Galerie Kubus, Hannover – Gedächtnisausstellung, mit einem umfangreichen Katalog
- 2019 Frühe Bilder, plathner 27 – Galerie für Kunst und Objekt, Hannover

## Gruppenausstellungen (Auswahl)

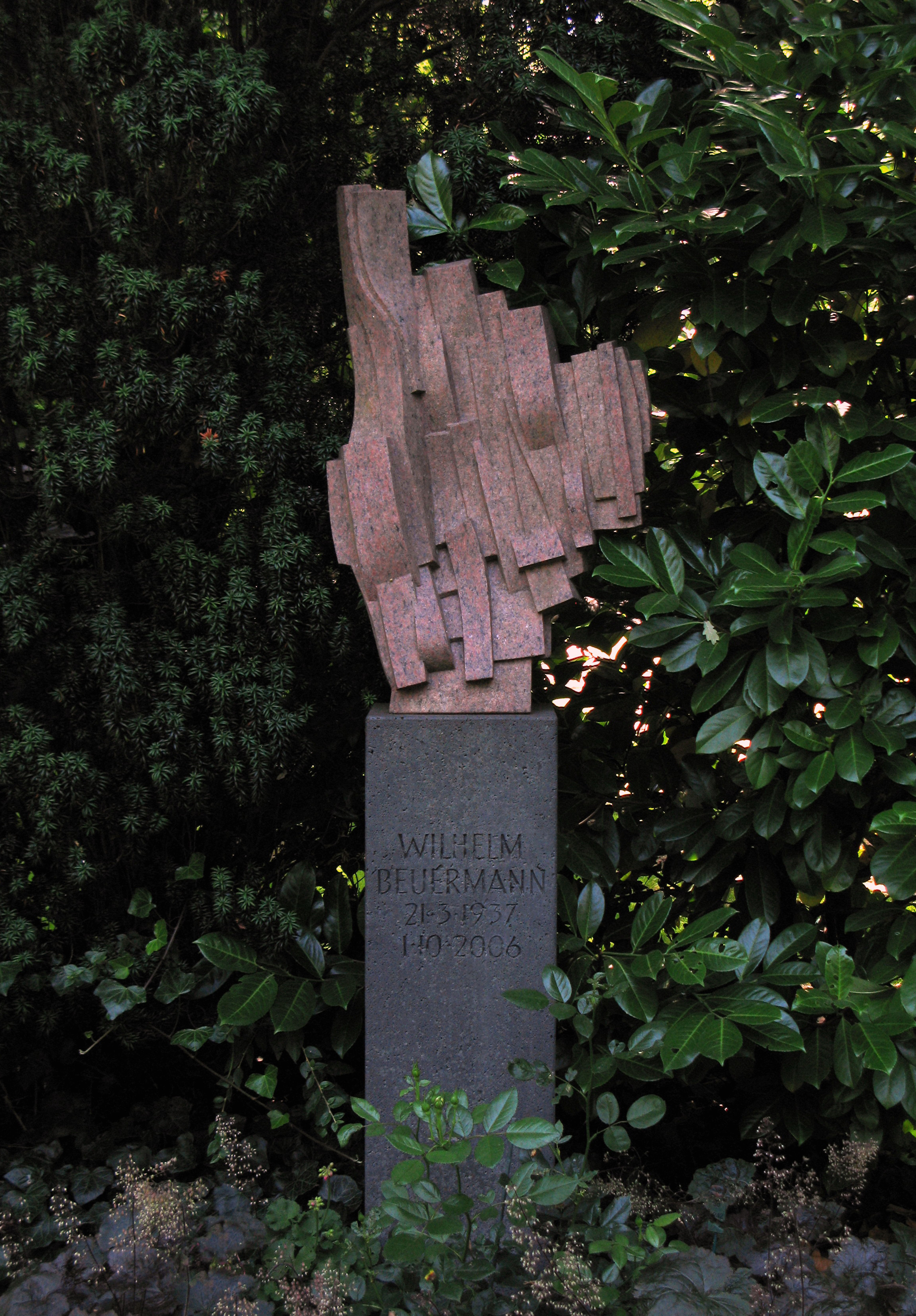
Granitskulptur als Gedenkstein auf dem Grab von Wilhelm Beuermann auf dem Engesohder Friedhof in Hannover

- 1959   Farbige Graphik, Kestner-Gesellschaft, Hannover
- 1964   Galerie Schüler, Berlin
- 1965   Galerie am Bohlweg, Braunschweig, Galerie Haus Mackensen, Worpswede
- 1968   Autumn Arts Festival, Stoke Prior, Birmingham / Großbritannien, Herbstausstellung, Kunstverein Hannover
- 1969   Junge Stadt sieht junge Kunst Kunstverein Hannover, Haute Tension, Galerie A. Chave, Vence / Frankreich
- 1971   BBK'71 Hannover-Künstlerbund, Stuttgart, Halland-Museum, Halmstadt / Schweden
- 1973   Rheinisches Landesmuseum, Bonn, BBK'73 Hannover – Institut Francais, Berlin
- 1974   Herzlandschaften, Bayer AG – Welttournee
- 1975   Kunstverein Hannover, Niedersächsische Graphik, Künstlerbund Mannheim – Junior Galerie Hannover
- 1977   Landesausstellung Niedersachsen, Hannover, Galerie Felix, Caracas / Venezuela, Goethe-Institut, Rom / Italien
- 1978   Kunst aus Hannover Schloss Zeist, Utrecht / Niederlande
- 1979   BBK'79, Orangerie Hannover, Hannoversche Künstler, Olsztyn / Polen,
- 1980   Neue Sinnlichkeit, Ballhof-Galerie Hannover, Le Monde de Alphonse Chave, Lyon / Frankreich
- 1984   Biennale hannoverscher Künstler, Kunstverein, Neustadt a. Rbge., Herbstausstellung Kunstverein Hannover
- 1985   Städtische Galerie Kubus, Hannover, Galerie Bollhagen, Worpswede, Palais des Congrés, Perpignan / Frankreich
- 1987   40. Galerie Jubiläum der Galerie Alphonse Chave, Vence/Nizza / Frankreich
- 1989   Künstlergruppe PlasMa, Museum Szombathely / Ungarn
- 1990   Vertrauen ins Bild, Museum Bochum / Kunsthalle Kiel
- 1991   Thema: Arche, Wanderausstellung in Leipzig, Berlin, Hannover, Frankfurt/Main
- 1992   Künstlergruppe"Arche", Hameln, Galerie am Markt, Halle, Galerie Himmelreich, Magdeburg
- 1995   BBK'95, Oldenburg
- 1996   Künstler verein(t) in Hannover, Living Art Museum, Opera Plage, Nizza / Frankreich
- 2020   Zeitensprung, Kunstverein Imago, Wedemark

## Ausstellungs-Kataloge (Auswahl)
Werke Beuermanns finden sich beispielhaft in folgenden in Ausstellungs-Katalogen:
- 1967, Nürnberg; Ars Phantastica im Schloss Stein
- 1969, Hannover, Deutscher Künstlerbund (DKB)
- 1970, Bonn; „Prisma“, (DKB)
- 1971, Stuttgart, (DKB)
- 1973, Berlin, „Kunstreport“, (DKB)
- 1976, Mannheim, „Kunstreport“, (DKB)
- 1982/83, Hannover, 69. Herbstausstellung Niedersächsischer Künstler (HNK) im Kunstverein Hannover
- 1988, Stuttgart, (DKB)
- 1988, Hannover, (HNK)
- 1990, Berlin, (DKB)
- 1990/91, Hannover (HNK) „Raumklima“
- 1991, Hildesheim, Bund Bildender Künstler (BBK), Roemer- und Pelizaeus-Museum Hildesheim
- 1995, Oldenburg, (BBK) „Malerei, Grafik, Plastik“, Landesmuseum Oldenburg